# Tribeni (Udayapur)
Tribeni (nep. त्रिवेणी) – gaun wikas samiti we wschodniej części Nepalu w strefie Sagarmatha w dystrykcie Udayapur. Według nepalskiego spisu powszechnego z 2001 roku liczył on 1438 gospodarstw domowych i 8041 mieszkańców (3957 kobiet i 4084 mężczyzn).